# Joan Casulleras i Regàs
Joan Casulleras i Regàs (Barcelona, 1920 - Barcelona, 12 de febrer de 1996) va ser un professor i matemàtic català, que fou president de la Societat Catalana de Ciències Físiques, Químiques i Matemàtiques entre 1978 i 1981.
El 1939 va començar els estudis de ciències matemàtiques a la Universitat de Barcelona, on va obtenir el premi extraordinari de llicenciatura. Va exercir de professor ajudant a la Universitat, a la Facultat de Ciències. Va anar a Roma a ampliar estudis sota el guiatge de L. Fantappie i es va doctorar a la Universitat de Madrid, l'única que en aquella època podia donar títols de doctor. Acabat el doctorat, fascinat per la docència, feu oposicions a una càtedra d'Institut. Les guanyà i obtingué una plaça a l'Institut de Lorca, on es va traslladar amb la seva muller, Teresa Ambrós. Després d'uns quants anys aconseguí el trasllat a Catalunya, primer a l'Institut de Figueres, i posteriorment a l'Institut Milà i Fontanals, de Barcelona, on acabaria essent director i va desenvolupar la major part de la seva vida professional, fins que més endavant es traslladaria a l'Institut Montserrat. Durant la seva tasca professional va destacar com a catedràtic de matemàtiques. Juntament amb els professors Josep Teixidor i Batlle i Josep Vaquer i Timoner va promoure i arribà a imposar la reforma de l'ensenyament de la matemàtica, introduint l'anomenada "matemàtica moderna", la qual va representar un avenç important en la racionalització del sistema d'ensenyament de l'època. Casulleras va escriure interessants llibres de text i formació de professors, sent uns dels principals col·laboradors de l'Institut de Ciències de l'Educació (ICE), de la Universitat de Barcelona. Encara que la seva principal dedicació va ser l'ensenyament mitjà, no s'apartà de la Universitat i va seguir ensenyant-hi molts anys. Durant els anys 1978 i 1981 va exercir de president de la Societat Catalana de Ciències Físiques, Químiques i Matemàtiques.